# Álvaro XII av Kongo
Álvaro XII av Kongo, död 1791, var kung av Kongo mellan 1787 och 1791.